# Joe Stephens
Joseph Allen Stephens, detto Joe (Riverside, 28 gennaio 1973), è un ex cestista statunitense, professionista nella NBA.

## Palmarès
- Coppa di Francia: 1

ASVEL: 2001